# La Motte-d'Aigues
La Motte-d'Aigues is een gemeente in het Franse departement Vaucluse (regio Provence-Alpes-Côte d'Azur) en telt 1328 inwoners (2008). De plaats maakt deel uit van het arrondissement Apt.

## Geografie
De oppervlakte van La Motte-d'Aigues bedraagt 14,7 km², de bevolkingsdichtheid is 90,5 inwoners per km².
De onderstaande kaart toont de ligging van La Motte-d'Aigues met de belangrijkste infrastructuur en aangrenzende gemeenten.

## Demografie
Onderstaande figuur toont het verloop van het inwonertal (bron: INSEE-tellingen).